# That! Feels Good!
That! Feels Good! es el quinto álbum de estudio de la cantante británica Jessie Ware. Fue publicado el 28 de abril de 2023 a través de las discográficas, PMR y EMI.

## Antecedentes y promoción
El álbum se lanzó el 28 de abril de 2023, tres años después del lanzamiento del cuarto álbum de estudio de Ware, What's Your Pleasure?, lanzado en 2020. Recibió elogios generalizados de la crítica por su sonido disco. Pitchfork posicionó el próximo álbum dentro de su lista de "Los 34 álbumes más esperados de 2023". Fue precedido del lanzamiento del primer sencillo "Free Yourself", publicado el 19 de julio de 2022.
El título del álbum se anunció extraoficialmente en enero a través de vallas publicitarias en Londres. Esto fue confirmado más tarde por la propia Ware, en una publicación en las redes sociales preguntando a sus propios aficionados: "¿Puedes sentirlo?". La publicación confirmaba el anuncio oficial del álbum coincidiendo con el lanzamiento del segundo sencillo "Pearls" el 9 de febrero de 2023.
El 6 de febrero se lanzó un adelanto de "Pearls", y la pista se lanzó el 9 de febrero luego de un estreno en el programa The Zoe Ball Breakfast Show en la BBC Radio 2. "Begin Again" fue publicado como tercer sencillo del álbum el 13 de abril de 2023.

## Recepción crítica
That! Feels Good! recibió elogios generalizados de la crítica. Ware fue elogiada por la creación de ritmos y mezclas de sonidos "retro-pop". En Metacritic, que asigna una calificación promedio ponderada de 100 a las reseñas de las principales publicaciones, el álbum recibió un puntaje promedio de 89, basado en 17 reseñas, lo que indica "aclamación universal", siendo su álbum mejor calificado desde su álbum debut Devotion. El agregador AnyDecentMusic?, dio una puntación de 8,3 sobre 10, según su valoración del consenso crítico.
En la revisión del álbum para AllMusic, Andy Kellman afirmó que, "Vocalmente, Ware de alguna manera ha encontrado otro equipo, entregando sus interpretaciones más dominantes mientras se divierte con sus coristas". Ludovic Hunter-Tilney de Financial Times elogió el disco por cambiar a "un sonido más basado en el funk y el soul", haciendo comparaciones con el "majestuoso ataque vocal" de Chaka Khan en el sencillo "Pearls" de Ware. Alexis Petridis de The Guardian lo describió como "música pop hecha por personas que realmente saben lo que están haciendo". Sophie Williams de NME escribió que este era el "mejor álbum de su carrera", calificándolo de "experiencia transformadora".

## Premios y nominaciones
| Año  | Ceremonia de premiación | Categoría                        | Resultado | Ref.   |
| ---- | ----------------------- | -------------------------------- | --------- | ------ |
| 2023 | Premios Mercury Prize   | Mejor álbum británico e irlandés | Nominado  | [ 20 ] |

## Lista de canciones
Créditos adaptados de Apple Music.
- Edición estándar

| That! Feels Good! |                     |                                                            |               |          |  |
| N.º               | Título              | Escritor(es)                                               | Productor(es) | Duración |  |
| 1.                | «That! Feels Food!» | Jessie Ware, Shungudzo Kuyimba, Daniel Parker y James Ford | Ford          | 4:22     |  |
| 2.                | «Free Yourself»     | Ware, Clarence Coffee Jr. y Stuart Price                   | Price         | 3:54     |  |
| 3.                | «Pearls»            | Ware, Clarence Coffee Jr. y Sarah Hudson                   | Price         | 4:03     |  |
| 4.                | «Hello Love»        | Ware, Kuyimba, Parker y Ford                               | Ford          | 4:42     |  |
| 5.                | «Begin Again»       | Ware, Kuyimba, Parker y Ford                               | Ford          | 5:24     |  |
| 6.                | «Beautiful People»  | Ware, Kuyimba, Parker y Ford                               | Ford          | 3:35     |  |
| 7.                | «Freak Me Now»      | Ware, Coffee Jr. y Price                                   | Price         | 3:28     |  |
| 8.                | «Shake the Bottle»  | Ware, Kuyimba, Parker y Ford                               | Ford          | 3:23     |  |
| 9.                | «Lightning»         | Ware, Coffee Jr. y Price                                   | Price         | 3:10     |  |
| 10.               | «These Lips»        | Ware, Kuyimba, Parker y Ford                               | Ford          | 4:21     |  |
| 40:22             |                     |                                                            |               |          |  |

## Posicionamiento en listas
| Chart (2023)                    | Peak position |
| ------------------------------- | ------------- |
| Bélgica (Ultratop flamenca)     | 54            |
| Alemania (Offizielle Top 100)   | 52            |
| Irlanda (OCC)                   | 28            |
| Escocia (Scottish Albums Chart) | 5             |
| España (PROMUSICAE)             | 86            |
| Suiza (Schweizer Hitparade)     | 70            |
| Reino Unido (UK Albums Chart)   | 3             |

## Historial de lanzamiento
| Región | Fecha               | Formato                                     | Discográfica(s). | Ref.   |
| ------ | ------------------- | ------------------------------------------- | ---------------- | ------ |
| Varios | 28 de abril de 2023 | Casete, CD, descarga musical, LP, streaming | PMR y EMI        | [ 29 ] |